# José Roberto Silva Carvalho
José Roberto Silva Carvalho (ur. 31 marca 1960 w Fortalezie) – brazylijski duchowny katolicki, biskup Caetité od 2017.

## Życiorys
9 lipca 1995 otrzymał święcenia kapłańskie i został inkardynowany do archidiecezji Vitória da Conquista. Pracował głównie jako duszpasterz parafialny oraz jako rektor części filozoficznej archidiecezjalnego seminarium. Był też wikariuszem biskupim dla rejonu São Marcos.
26 października 2016 papież Franciszek mianował go biskupem diecezji Caetité. Sakra biskupia połączona z ingresem odbyła się 29 stycznia 2017. Głównym konsekratorem był abp Luís Gonzaga Silva Pepeu.